# 198e division d'infanterie (Allemagne)
Pour les articles homonymes, voir 198e division d'infanterie.
La  198e division d'infanterie (en allemand : 198. Infanterie-Division ou 198. ID) est une des divisions d'infanterie de l'armée allemande (Wehrmacht) durant la Seconde Guerre mondiale.

## Création et différentes dénominations
La 198. Infanterie-Division est formée le 1er décembre 1939 à partir des troupes de réserves du Protectorat de Bohême-Moravie. Elle est réorganisée en juin 1944 en tant qu'élément de la 26. Welle (26e vague de mobilisation) à partir de la Schatten-Division Böhmen.
En janvier 1945, la division, en partenariat avec la 106. Panzer-Brigade Feldherrnhalle, prend part à l'Opération Sonnenwende (Opération Solstice), une attaque infructueuse sur Strasbourg lancée à partir de la poche de Colmar. Après s'être échappé de la poche de Colmar en traversant le Rhin, les restes de la division se rendent aux Américains à Weilheim en avril 1945.

## Organisation

### Commandants
| Date                                 | Grade                  | Commandant            |
| ------------------------------------ | ---------------------- | --------------------- |
| 10 janvier 1940 - 10 avril 1942      | General der Infanterie |                       |
| 10 avril 1942 - 6 septembre 1942     | Generalmajor           | Albert Buck           |
| 6 septembre 1942 - 5 février 1943    | General der Infanterie | Ludwig Müller         |
| 5 février 1943 - 1er juin 1944       | Generalleutnant        | Hans-Joachim von Horn |
| 1er juin 1944 - 1er août 1944        | Generalmajor           | Otto Richter          |
| 1er août 1944 - 5 août 1944          | Generalleutnant        | Kurt Oppenländer      |
| 5 août 1944 - 1er septembre 1944     | Generalmajor           | Alfred Kuhnert (de)   |
| 1er septembre 1944 - 18 janvier 1945 | Generalmajor           | Otto Schiel           |
| 18 janvier 1945 - 26 avril 1945      | Generalmajor           | Konrad Barde          |
| 26 avril 1945 - 8 mai 1945           | Generalleutnant        | Helmuth Städke        |

### Officiers d'opérations (Generalstabsoffiziere (Ia))
| Date                                | Grade               | Commandant                       |
| ----------------------------------- | ------------------- | -------------------------------- |
| 5 janvier 1940 - 25 octobre 1940    | Oberstleutnant i.G. | Karl Klotz                       |
| 25 octobre 1940 - Avril 1942        | Oberst i.G.         | Bernhard-Georg von Watzdorf      |
| ? - 6 septembre 1942                | Major i.G.          | Buhl                             |
| 15 novembre 1942 - 1er juillet 1943 | Major i.G.          | Friedrich-Wilhelm von Graevenitz |
| 10 décembre 1943 - 30 mai 1944      | Oberstleutnant i.G. | Heinrich Schäfer                 |
| 30 mai 1944 - 30 septembre 1944     | Oberstleutnant i.G. | Freiherr von Finck               |
| 30 septembre 1944 - ? 1945          | Major i.G.          | Robert Grauer                    |

## Théâtres d'opérations
- Tchécoslovaquie : janvier 1940 - avril 1940
- Avril 1940 - Juin 1940
  - Opération Weserübung, invasion du Danemark
- France : juin 1940 - juin 1941
- Balkans :avril 1941 - Mai 1941
  - 6 avril au 28 mai 1941 : participe à l'invasion de la Grèce.
- Front de l'Est secteur Sud : juin 1941 - juin 1944
  - Juin 1941 : Opération Barbarossa dans la 11e armée. Comabts sur la rivière Prout.
  - 1942 : combats avec le Ve corps d'armée dans la steppe de Kalmoukie et dans le Caucase. Opération Fall Blau, bataille de Krasnodar
  - 1943 : Troisième bataille de Kharkov, Opération Zitadelle, Bataille de Koursk, Bataille de Prokhorovka, Opération Polkovodets Roumiantsev, Bataille de Jitomir.
  - 1944 : Elle combat contre le 1er front ukrainien le long du Dniepr, Bataille de Tcherkassy. Le 16 février quasiment détruite
- France : juin 1944 - mars 1945
  - Elle est reconstituée et envoyée dans le sud de la France
  - Elle combat dans la poche de Colmar
- Sud de l'Allemagne : Mars 1945 - Mai 1945
  - Les survivants capitulent en avril 1945 à Weilheim

## Ordre de bataille
| 1940                       | 1942                      | 1943–1945                 |
| -------------------------- | ------------------------- | ------------------------- |
| Infanterie-Regiment 305    | Grenadier-Regiment 305    | Grenadier-Regiment 305    |
| Infanterie-Regiment 308    | Grenadier-Regiment 308    | Grenadier-Regiment 308    |
| Infanterie-Regiment 326    | Grenadier-Regiment 326    | Grenadier-Regiment 326    |
| –                          | –                         | Füsilier-Bataillon 198    |
| –                          | –                         | Feldersatz-Bataillon 235  |
| Artillerie-Regiment 235    |                           |                           |
| Panzerabwehr-Abteilung 235 | Panzerjäger-Abteilung 235 | Panzerjäger-Abteilung 235 |
| Pionier-Bataillon 235      |                           |                           |
| Nachrichten-Abteilung 235  |                           |                           |
| Versorgungseinheiten 235   |                           |                           |